# Scorpio sudanensis
Espèce
Scorpio sudanensis est une espèce de scorpions de la famille des Scorpionidae.

## Distribution
Cette espèce est endémique de l'État de Mer Rouge au Soudan. Elle se rencontre vers Erkowit.

## Description
Le mâle holotype mesure 39,6 mm, 35,4 mm sans le telson.

## Étymologie
Son nom d'espèce, composé de sudan et du suffixe latin -ensis, « qui vit dans, qui habite », lui a été donné en référence au lieu de sa découverte, le Soudan.

## Publication originale
- Lourenço & Cloudsley-Thompson, 2009 : « A new species of the genus Scorpio Linnaeus 1758 from Sudan (Scorpiones, Scorpionidae). » Boletin Sociedad Entomologica Aragonesa, vol. 45, p. 123-126 (texte intégral).